# Dziewieniszki (gmina w województwie wileńskim)
Dziewieniszki – dawna gmina wiejska istniejąca do 1945 roku na obszarze Ziemi Wileńskiej/woj. wileńskiego (obecnie na Litwie). Siedzibą gminy były Dziewieniszki (Dieveniškės).
Początkowo gmina należała do powiatu oszmiańskiego w guberni wileńskiej. 7 czerwca 1919 weszła w skład utworzonego pod Zarządem Cywilnym Ziem Wschodnich okręgu wileńskiego, przejętego 9 września 1920 przez Tymczasowy Zarząd Terenów Przyfrontowych i Etapowych. W związku z powstaniem Litwy Środkowej 9 października 1920 gmina wraz z północną częścią powiatu oszmiańskiego znalazła się w jej strukturach. 13 kwietnia 1922 roku gmina weszła w skład objętej władzą polską Ziemi Wileńskiej, przekształconej 20 stycznia 1926 roku w województwo wileńskie. 
7 stycznia 1926 z gminy Dziewieniszki wyłączono wsie Bieluńce, Litwice, Birzynie, Kowańce, Wojsznie, Micholcze i Zabiejgi, folwarki Remiczowo i Birzynie, zaścianek Dolina oraz część miasteczka Bieniakonie, które włączono do gminy Bieniakonie w powiecie lidzkim w województwie nowogródzkim.
W 1927 roku wójtem gminy był Michał Mackiewicz, odznaczony Brązowym Krzyżem Zasługi za pracę samorządową
Po wojnie obszar gminy wszedł w struktury administracyjne Związku Radzieckiego.
Gmina Dziewieniszki jest jedyną gmina dawnego powiatu oszmiańskiego, która obecnie znajduje się na terenie Litwy (w tzw. „Worku Dziewieniskim”, czyli terytorium Litwy otoczonym prawie w całości przez terytorium Białorusi), pozostałe są na Białorusi. Także za II RP gmina tworzyła „worek” woj. wileńskiego, otoczony z trzech stron przez woj. nowogródzkie.